# Надвірна
Надві́рна — місто в Україні, адміністративний центр Надвірнянського району Івано-Франківської області

## Назва
- Ростислав Гандзюк вважає, що вона вказує на існування деякого двору, поза яким виникло поселення, однак на думку вченого це не міг бути Пнівський замок, розташований занадто далеко (за 2 км). Існувала інша фортифікаційна споруда — замок Краснодвір, руїни якого збереглися в міському парку.  Дослідник також не вважає засновниками міста ні рід Куропатвів, ні рід Потоцьких.
- Назва міста пішла від назви р. Ворона, яка бере свій початок неподалік Надвірної (місто над Вороною).
- Петро Сіреджук відстоює версію, згідно з якою, виникнення міста слід пов'язувати з наданням в 1554 р. Делятину міського статусу. Магнат Куропатва на межі свого маєтку з делятинським збудував митницю, пізніше тут з'явилося поселення, яке називалося Краснодвір. Статус містечка поселенню було надано між 1564 і 1578 роками.
- Автори «Географічного словника королівства Польського» вважають, що Надвірна отримала назву від поселення челяді, яке утворилося за мурами замку:[2]

| | "…Nazwisko Nadworna pochodzi od licznej służby nadwornej możnych Potockich, która w zamku, nie mająс miejsca, około tego w pryrządzonych domach została osadzona, z których poźniej miasteczko powstało…" |
| — Назва Надвірна походить від численної прислуги магнатів Потоцьких, котра, не маючи місця для проживання в замку, осіла коло нього, з чого пізніше постало містечко. | |

## Географія
Місто розташоване на правому березі річки Бистриці Надвірнянської, що у передгір'ї Українських Карпат. Його розділяє на дві частини річка Стримба, притока Ворони. На лівому березі Бистриці височіють дві гори — Городище і Скала або Потоки.
На північному сході від Надвірної розташовані села Назавизів, Перерісль, на південному сході — Верхній Майдан, Красна, на півдні — Стримба і Лоїва, на заході — селище Битків, на північному заході — село Молодків, на півночі — Гвізд, на південному заході — Пнів, Пасічна.

## Історія
Надвірну заснували магнати Куропатви, які мали великі маєтності в Руському воєводстві. Вперше згадане 1589р в протестації, яку подав до суду М. Куропатва. Поселення зазнавало частих нападів татар.  У 1591р місто отримало магдебурзьке право, а 1601р їй надано локаційний привілей.  В 1599р Куропатви звели костел Успіння Пресвятої Діви Марії.
На початку XVII ст. споруджено ратушу. Жителі міста брали участь в опришківському русі та Хмельниччині. У XVII – XVIII ст. Надвірна стала ремісничим і торгівельним центром. Найпопулярнішими тут були будівничі професії, розвивалися кушнірство, чинбарство, кравецтво, бондарство, чумацтво.  Протягом 1745–87 років місто належала графу І. Цетнеру. У другій половині  XVIII ст. проживало понад 2,2 тис. осіб. Приблизно тоді ж почала формуватися єврейська громада. Після Першого поділу Польщі 1772 р. – у складі Австрії (від 1867р – Австро-Угорщина). Із закриттям у 1785р Манявського скиту церкву Воздвиження Чесного Хреста розібрано та перевезено до Надвірної.
Від 1867р – повітовий центр Королівства Ґаліції і Лодомерії. У другій половині XIX ст. засновано підприємства з виробництва сільськогосподарських машин, сірників, з нафтоперероблення та деревооброблення. 1880р мешкали 6552 особи, з яких 4182 (64%) були євреями; 1890р – відповідно 7227 і 3618 (50%).  У 1887р. Надвірна  перейшла у власність міського кредитного  закладу у Відні, у 1891–1918 роках нею володів австрійський цісар. У 1894р. прокладено залізницю. Наприкінці XIX – на початку XX ст. заснована нафтоперегонний завод, від якого веде історію підприємство «Нафтохімік Прикарпаття».  
Під час Першої світової війни, з вересня 1914р до весни 1915р й  у червні–грудні 1916р – під контролем російських  військ. Від листопада 1918 – у складі ЗУНР. У травні 1919 у Надвірну увійшли польські війська. До 1939р. – повітовий центр Станіславівського воєводства Польщі. 1921 з 6062-х мешканців 2042 (34%) були євреями. У міжвоєнний період діяли осередки українських «Просвіта», «Рідна школа», «Сільський господар», «Пласт» та ін.
 Від 1939р – у складі УРСР. Від 1940р – райцентр Станіславівської  області. 1 липня 1941р. місто окупували румунські війська, яких наприкінці серпня 1941р змінили німецькі війська (контролювали Надвірну до 26 липня 1944р). Нацисти вбили 6,3 тис. надвірнянців. Жителі зазнали сталінських репресій. До середини 1950-х рр. вело збройну боротьбу підпілля ОУН–УПА. 
Зараз у  місті діють 4 ліцеїв, фізико-математичний ліцей, середня школа-інтернат, сім дитячих садків, ПТУ №11, Прикарпатський військово-спортивний ліцей,  коледж, заочне відділення Українського фінансово-економічного інституту, музична та художня школи, Музей історії Надвірнянщини.
У 2014 році на території дитсадку «Квітка Карпат» демонтовано останній на Івано-Франківщині та Галичині пам'ятник Леніну.

## Мікротопоніми
- Аляска -   віддалений від центру житловий район міста.  Розташований у східній частині міста.
- Балкончик - вершина гори Городище, з якої видно ціле місто. Розташована у північній частині міста.
- Гнилуша -  назва потічка, що розташований неподалік р. Бистриця. Розташований у північній частині міста.
- Голубів хрест - меморіальний хрест, розташований в урочищі Городище. «Мікротопонім вказує на місце загибелі  майора УПА, позивне якого Голуб, що загинув у боротьбі з НКВДистами». Розташований у північній частині міста.
- Горішній замок - давня назва Пнівського замку, на околицях міста.  Розташований у південно-західній частині міста.
- Док - територія міста, розташована на півдні, недалеко від Лісокомбінатного заводу. Розташований у південній частині міста.
- Долішній замок - давня назва колишнього замку Краснодвір.  Розташований у центральній частині міста.
- Діброва - центральна, найвища, в рельєфі частина лісу біля гори Городище м. Надвірна. Розташований у північній частині міста.
- Забереж -вулиці Я. Мудрого та У. Кармелюка – об’їзна дорога. . Розташована у західній частині міста.
- Індія - найбільш забудований житловий район міста.  Розташований у північно-східній частині міста.
- Коло желізного - територія біля магазину, побудованого із заліза. Розташована у північно-західній частині міста.
- Коло Хреста; хрест в центральній частині міста, поставлений на честь скасуванням панщини.Розташований у північній частині міста.
- Коло Мохняка - ділянка, неподалік Нафтопереробного заводу,  де опорним словом є Мохняк – прізвище, або прізвизько чоловіка, який колись володів цією ділянкою». Розташована у східній частині міста.
- Колоокописько - частина міста, біля єврейського цвинтаря.  Розташована у центральній частині міста.
- Кольонія -  частина міста, де колись містилося баракове поселення німців-колоністів. Розташований у південній частині міста.
- Кірниченьки -  обладнане джерело біля підніжжя гори Городище. Розташований у північній частині міста.
- Лази - назва поля, яке знаходиться біля підніжжя гори Городище.  Розташоване у північній частині міста.
- Лазок - вузька стежка поміж кущів та дерев, вздовж р. Бистриця. Розташований у північній частині міста.
- На камнях - фрагмент русла р. Бистриця, де розкриваються пісковикові валуни. Вони доволі масивні та мають вигляд великих каменів. Місцеві жителі організували тут місце для  купання». Розташована у північно-західній частині міста.
- Над Млинівкою; куток міста, де колись стояв млинок. Розташований у північній частині міста.
- Новий Цвинтар міське кладовище, розташоване на околицях міста.  Розташоване у південно-західній частині міста.
- Пнівська кладка - назва моста через р. Бистрицю, розташованого у південно-західній частині міста, апелятив пнівський вказує на близькість розташування до с. Пнів.  Розташована у північно-західній частині міста.
- Підзамче - частина міста неподалік Пнівського замку.  Розташована у південно-західній частині міста.
- Солєнка -  колишнє родовище солі, розташоване на околицях міста.. Розташоване у північній частині міста.
- Стара Дорога - сучасна  вул. Б. Хмельницького.
- Старий Цвинтар -  частина міського кладовища. Розташована у центральній частині міста.
- Толока -  вздовж міста біля р. Бистриця. Розташований у північній частині міста.
- Торговиця -  куток міста де двічі на тиждень організовують ринок.. Розташований у північно-східній частині міста.
- Третій спуск.-  частина території гори Городище оснащена трамплінами для катання на лижах. Розташована у північно-східній частині міста.
- Фантомас - місцева назва пам’ятника «100 років надвірнянській нафті».  Розташований у північно-західній частині міста.
- Ферма -територія, де раніше була радгоспна ферма. Розташована у північній частині міста.
- Флєкомийка - назва потічка. «Компонент флєко походить від назви корінних жителів м. Надвірна – флєки, мийка – Пристосування для миття, промивання чого-небудь; місце, де щось миють, промивають». Розташований у центральній частині міста.
- Фірис - куток міста, де колись працювали тартаки німецької фірми «Foresta» (суч. Лісокомбінат). Розташований у південній частині міста.
- Царина - колишнє поселення євреїв, за  єврейським цвинтарем. Розташоване у центральній частині міста.
- Царське село -  район міста, де побудовані приватні будинки, раніше там жили лише заможні люди.Розташований у південно-західній частині міста.
- Цегольня - куток міста, де раніше був цегляний завод. Розташований у південній частині міста.
- Центри - центральна площа міста.  Розташована у центрі міста.
- Ціпцюрина - давня назва гори Потоки.  Розташована у північно-східній частині міста.[3]

## Населення

### Чисельність
У 1973 році в місто проживало 17,3 тис. жителів.
Станом на 2022 рік населення міста налічувало 22 504 осіб.

### Національний склад
Розподіл населення за національністю за даними перепису 2001 року:
| Національність  | Відсоток |
| --------------- | -------- |
| українці        | 94,26%   |
| росіяни         | 3,32%    |
| поляки          | 0,25%    |
| білоруси        | 0,24%    |
| інші/не вказали | 1,93%    |

### Мова
Розподіл населення за рідною мовою за даними перепису 2001 року:
| Мова            | Чисельність, осіб | Відсоток |
| --------------- | ----------------- | -------- |
| Українська      | 19 593            | 95,02%   |
| Російська       | 653               | 3,17%    |
| Білоруська      | 19                | 0,09%    |
| Румунська       | 9                 | 0,04%    |
| Польська        | 8                 | 0,04%    |
| Інші/Не вказали | 338               | 1,64%    |
| Разом           | 20 620            | 100%     |

#### Мораторій на публічне використання російськомовного культурного продукту
22 жовтня 2018 року рішенням Надвірнянської міської ради у Надвірній було запроваджено мораторій на публічне використання російськомовного культурного продукту.

## Економіка
ПАТ «Нафтохімік Прикарпаття», НГВУ «Надвірнанафтогаз», ТОВ «ЛК Інтерплит Надвірна».
Нині в Надвірнянському нафтопромисловому районі експлуатуються два нафтові і 5 газоконденсатних родовища з фондом понад 400 свердловин, з яких щороку видобувають 200 тис. т нафти і 170 млн кубометрів газу. Крім того, нафтопромисловий район має значні перспективи відкриття нових родовищ. Щоб не допустити падіння нафтовидобутку в період важкої економічної ситуації в Україні, у зв'язку з виснаженням нафтогазових родовищ та зменшення обсягів буріння колектив  НГВУ «Надвірнанафтогаз» застосував комплексування таких методів, як польові й сейсморозвідувальні роботи, вертикальне сейсмічне профілювання газо-геохімічні прогнози. За сприяння українсько-американського підприємства «Укркарпатойл ЛТД» закупили потужні американські перфоратори та бурові долота, які мають у три і більше разів вищі показники швидкості проходження. У 1997 р. підприємство у 4 рази збільшило сплату до бюджету податку з прибутку.
ПАТ «Нафтохімік Прикарпаття» є одним з шести нафтопереробних заводів України, та єдиний, який працює з українською сировиною.
Працюють відділення Укрпошти, найбільших банків України (ПриватБанк, УкрсибБанк та ін.).

## Культура

### Релігія
УГКЦ
- 1991 року вірним УГКЦ було повернуто церкву Воздвиження Чесного Хреста
- діють громади Храму Благовіщення Пречистої Діви Марії, Церкви Покрови Пресвятої Богородиці

РКЦ
- 1991 року вірним РКЦ було повернуто Костел Успіння Пресвятої Діви Марії, який освятили 23 жовтня 1991.[11]

ПЦУ
- діє громада Церкви святого Володимира Великого

## Відомі особи

### Народилися
- Білас Ростислав-Едмунд — полковник УГА, санітарний референт Державного секретаріату військових справ, керівник медичної служби УГА.
- Вахняк Євген Дмитрович — український хоровий диригент, педагог, композитор, народний артист України.
- Вихованець Ірина Ярославівна (FIЇNKA) — українська співачка та акторка. Популяризує гуцульську культуру.
- Ядвіга Волошинська (1882—1951) — польський ботанік, альголог, лімнолог та палеоботанік.
- Роман Гавриляк (1919—2018) — фізик, член Наукового товариства імені Тараса Шевченка. Вояк дивізії «Галичина».
- Гальчук Любомир Богданович — український футболіст.
- Гонтюк Роман Володимирович — український дзюдоїст, заслужений майстер спорту України.
- Гринішак Олекса Матвійович — український театральний діяч, диригент, хорунжий УСС.
- Дем'янчук Василь Климентійович — український мовознавець.
- Дерев'янко Юрій Богданович — депутат Верховної Ради України, меценат.
- Луців Володимир Гаврилович — бандурист, концертний співак-тенор, виконавець дум та автор статей про бандуру.
- Мандичевський Іван Корнилович — адвокат, громадський діяч.
- отець Мандичевський Корнило — парох Надвірної, маршалок Надвірнянського повіту[12]
- Николайчук Микола Іванович — український громадсько-культурний діяч, адвокат,  фундатор читальні, футбольного клубу  «Бескид», хору та Пласту.
- Паращук Юрій Степанович (1949—2018) — акушер-гінеколог, доктор медичних наук, професор, заслужений працівник освіти України.
- Сакель Манфред Іошуа — лікар-психіатр.
- Свищ  Василь — купець, громадсько-політичний діяч, голова філії Спілки українських купців у Надвірній (з 1934), член товариства «Просвіта». У 1920-х роках— голова міської управи.
- Свідрук Марта Іванівна - учасниця повстанського руху, зв'язкова Михайла Дяченка.
- Свідрук Мирон  Іванович - учасник повстанського руху, стрільлець СБ Солотвинського райпроводу ОУН.
- Свідрук Микола-«Завзятий» — сотенний УПА, командир сотні «Зелені» ТВ-22 «Чорний ліс». Ліквідований СБ ОУНР 22 червня 1946 року.
- Слюсарсук Степан - поручник УГА, підприємець, меценат.
- Срібний Юрій Васильович —  адміністративний сотник армії УНР, член товариства «Просвіта», засновник товариства «Сокіл» на Надвірнянщині.
- Ястребов Віктор Анатолійович  — український легкоатлет, майстер спорту України міжнародного класу, срібний призер чемпіонату Європи в потрійному стрибку, Старший тренер національної збірної команди України з легкої атлетики.
- Марк Лівін – відомий український блогер та журналіст, письменник, музикант, лауреат літературної премії «Смолоскип».

### Перебували
- Катря Гриневичева — українська письменниця.
- Любомир Т. Винник — швейцарський журналіст, письменник та художник українського походження.

## Почесні громадяни
- Бандера Степан Андрійович
- Бобровський Петро Сидорович
- Боднарук Євген Миколайович
- Бунь Ростислав Адамович
- Веприк-Попович Євдокія Степанівна
- Гонтюк Роман Володимирович
- Гринішак Олекса Матвійович
- Ленкавський Степан
- Луців Володимир Гаврилович
- Орел Сергій Степанович
- Свідрук Мирон Іванович
- Свідрук Марта Іванівна
- Стецько Ярослава Йосипівна
- Шухевич Роман Осипович
- Яцура Ірина Василівна

## Міста-побратими
| Місто     | Країна  | Дата угоди |
| --------- | ------- | ---------- |
| Пруднік   | Польща  | 2000       |
| Крнов     | Чехія   | 2011       |
| Миргород  | Україна | 2024       |
| Порт-Гоуп | Канада  | 2025       |

## Галерея

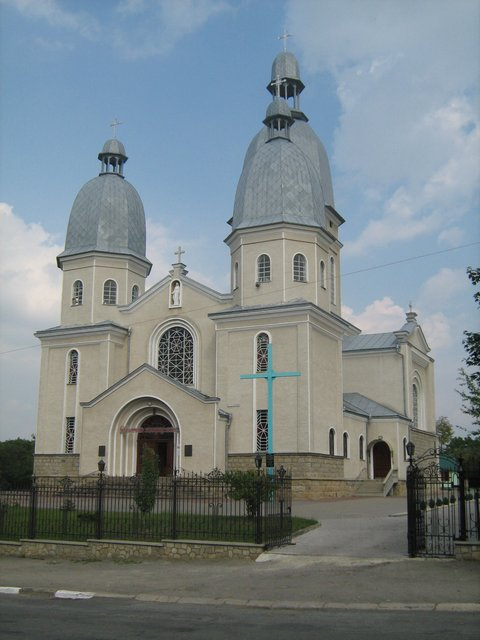
Церква Благовіщення Пречистої Діви Марії УГКЦ
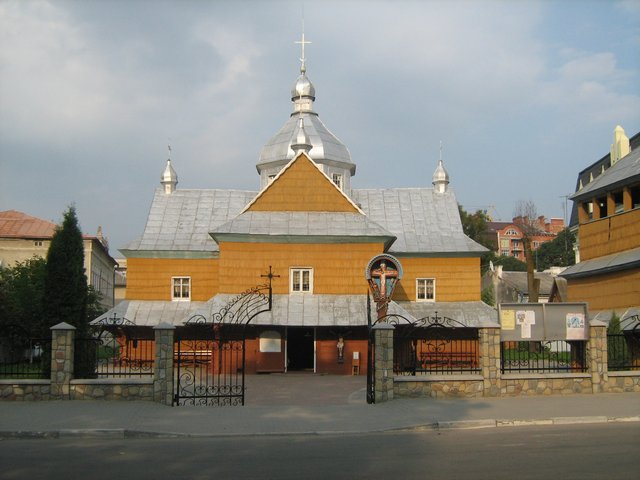
Церква Воздвиження Чесного Хреста УГКЦ в м. Надвірна
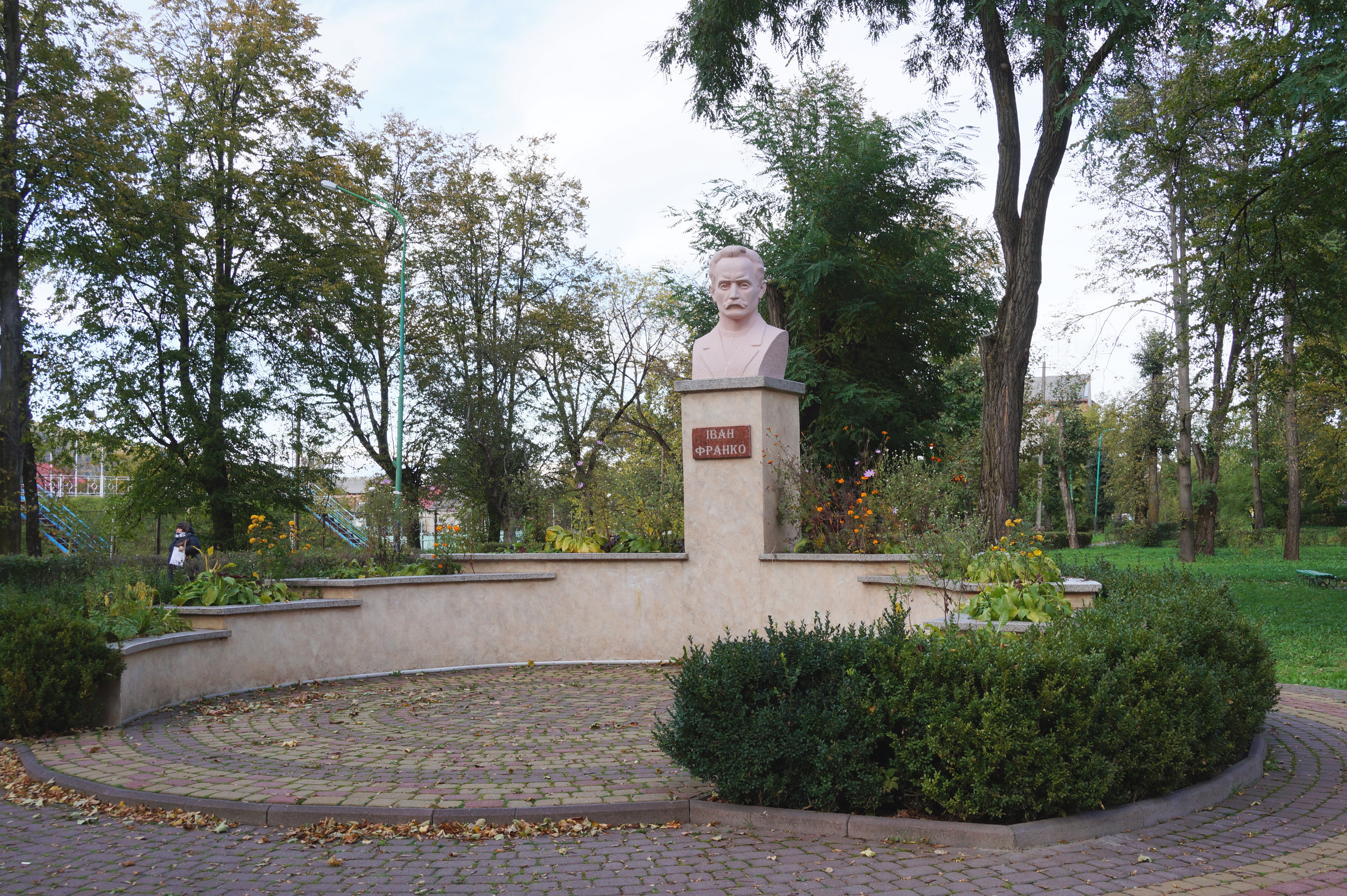
Пам'ятник І.Франкові
Пам'ятник Т. Шевченку
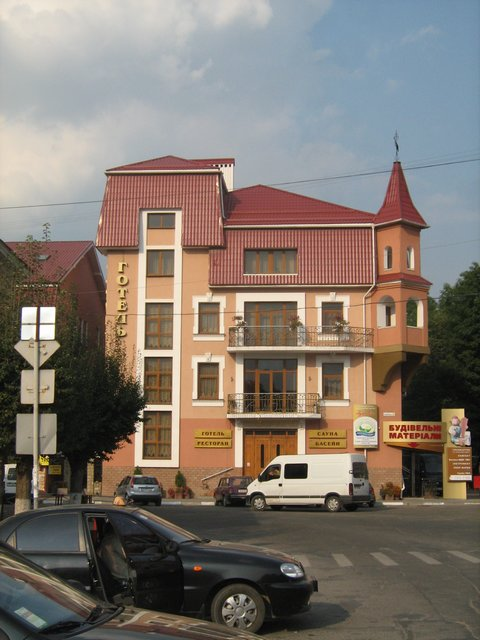
Готель "Смарагд"
Універмаг
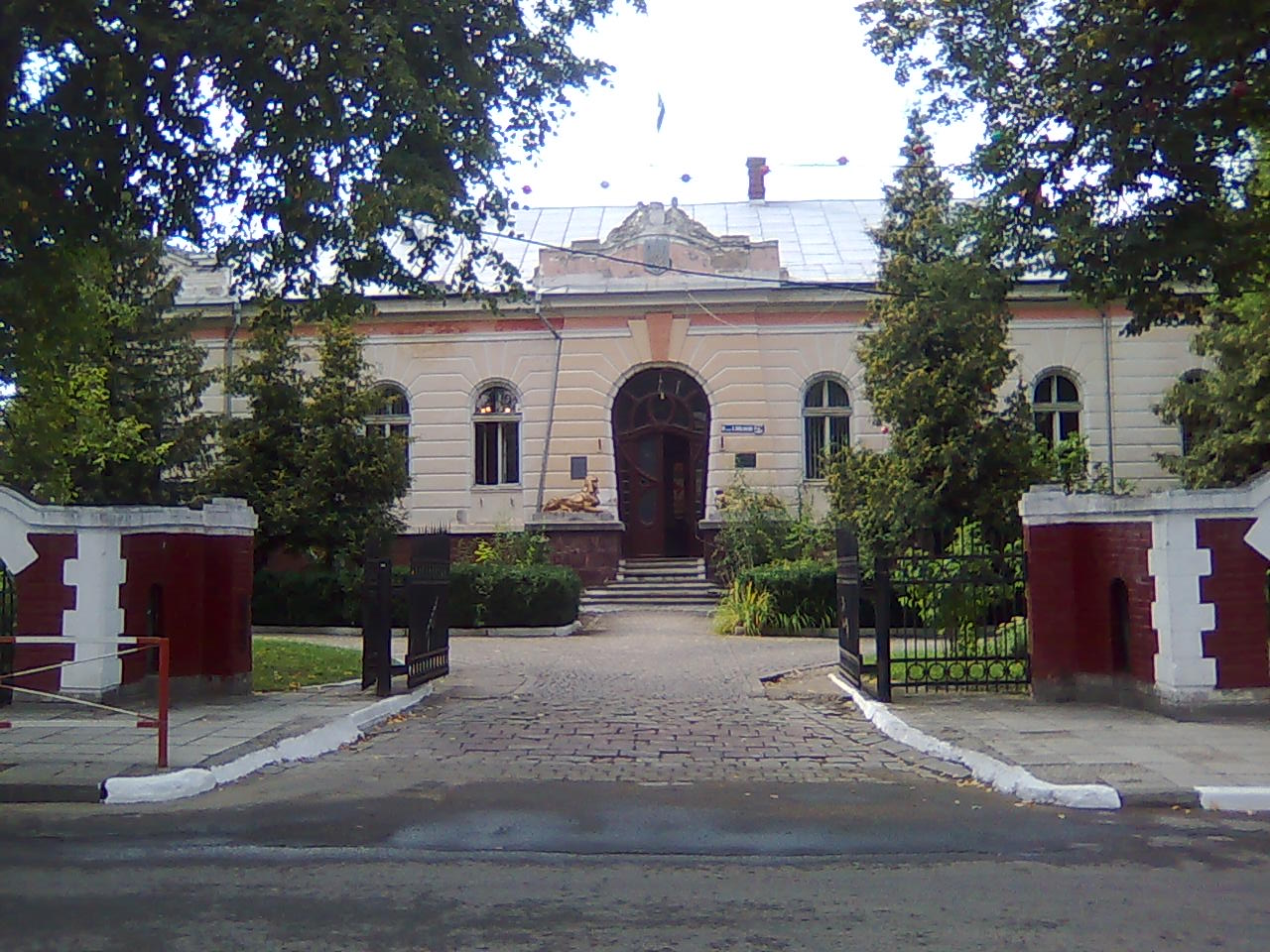
Надвірнянська міська рада
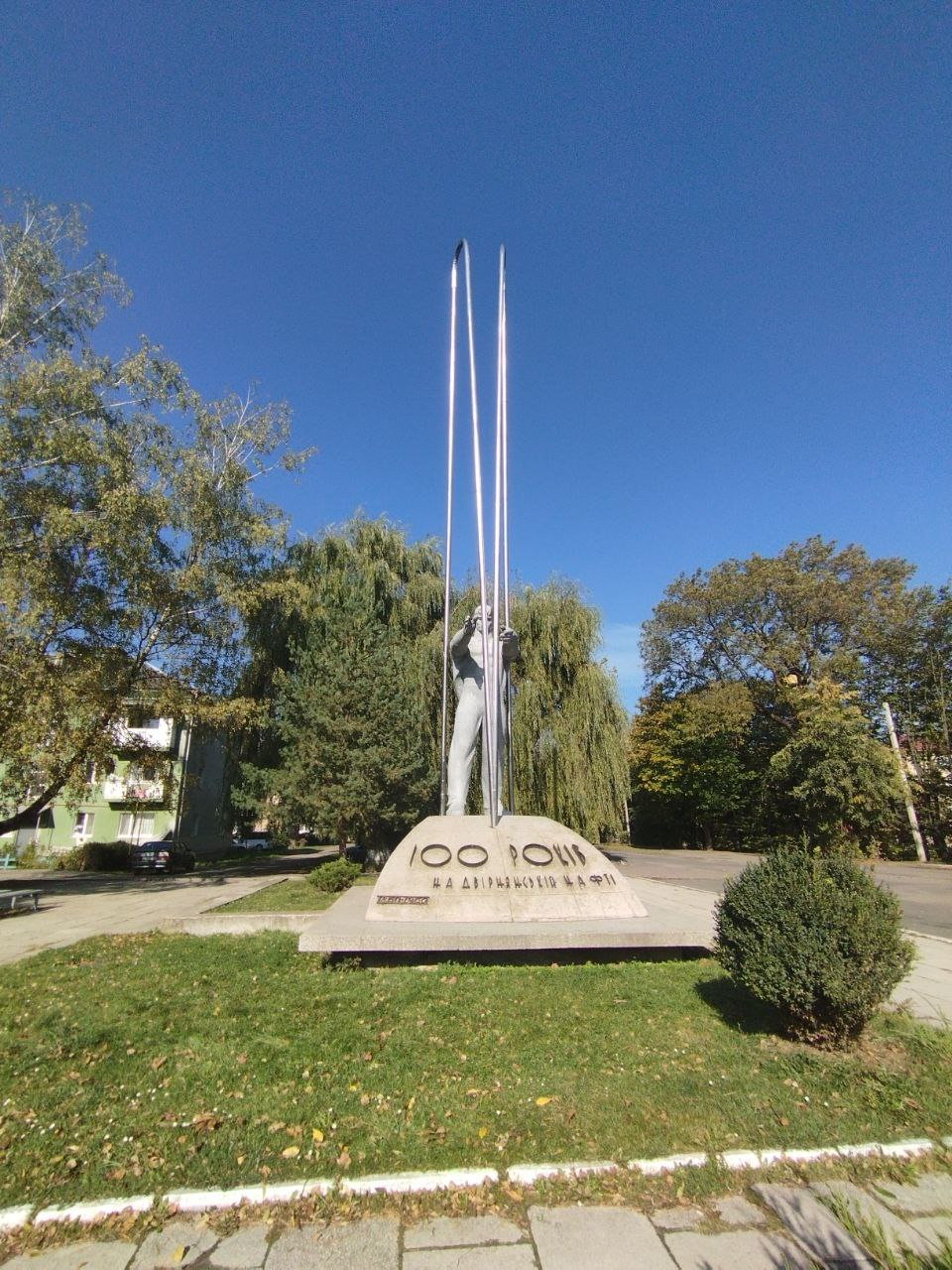
Пам'ятник 100-річчя надвірнянській нафті  («Фантомас»)
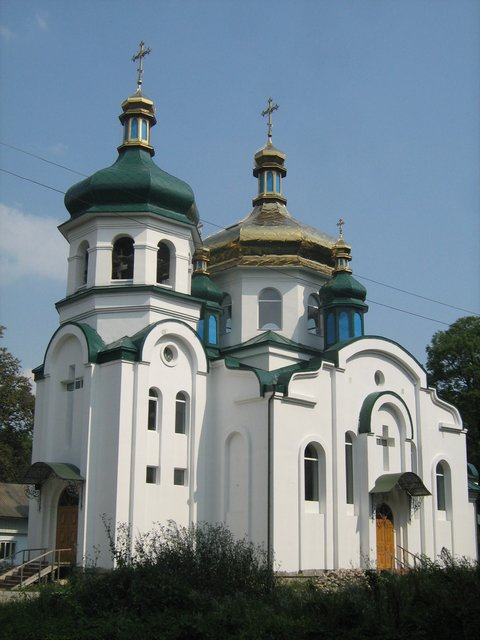
Церква св. Володимира Великого ПЦУ
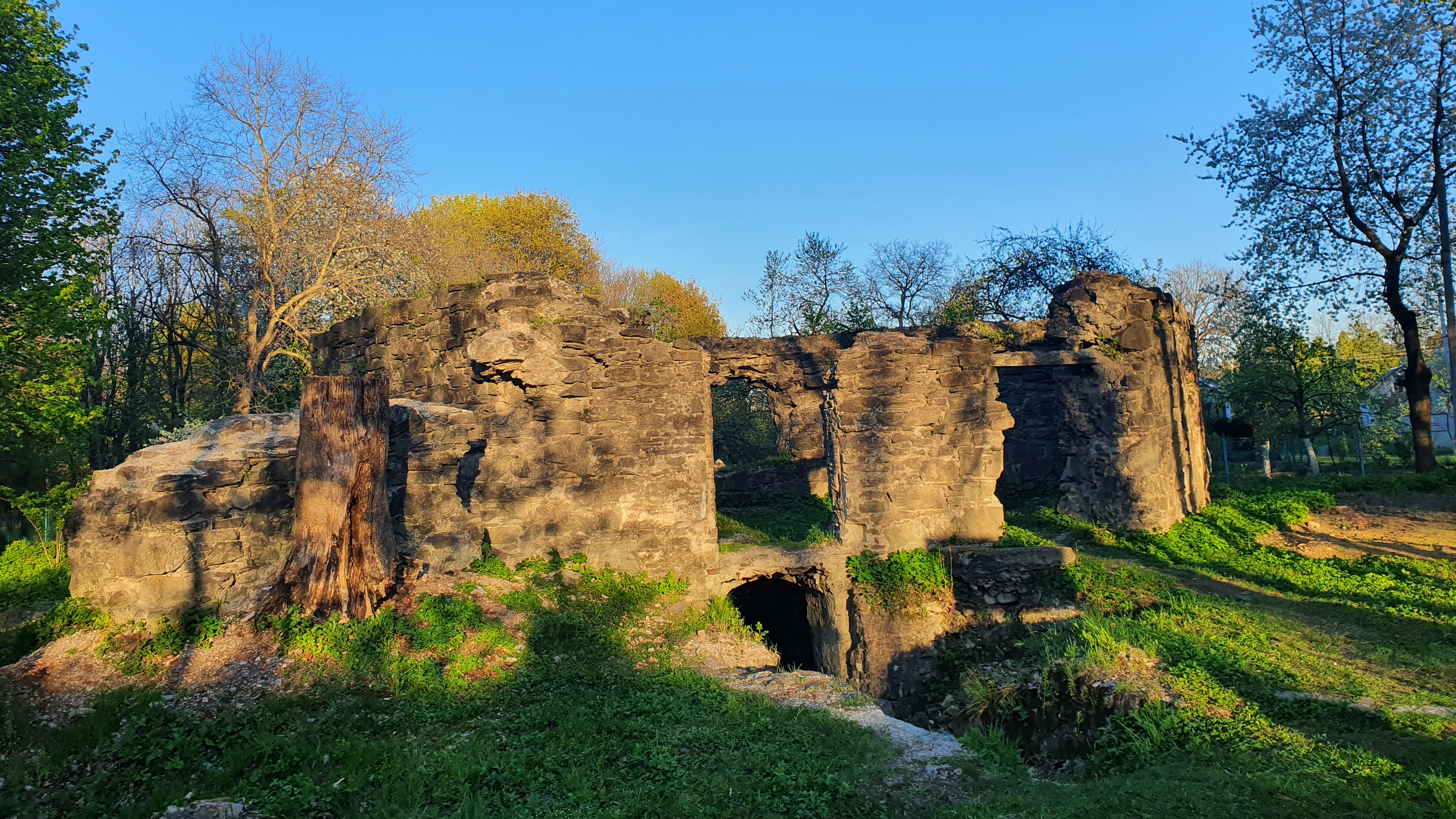
Надвірнянський замок (Краснодвір)
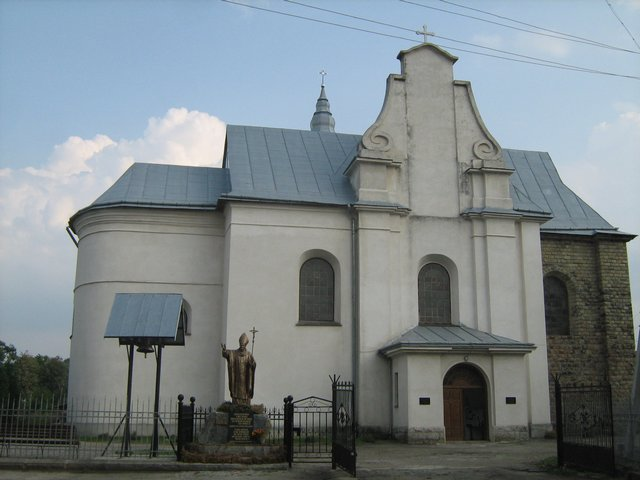
Костел Успіння Пресвятої Діви Марії
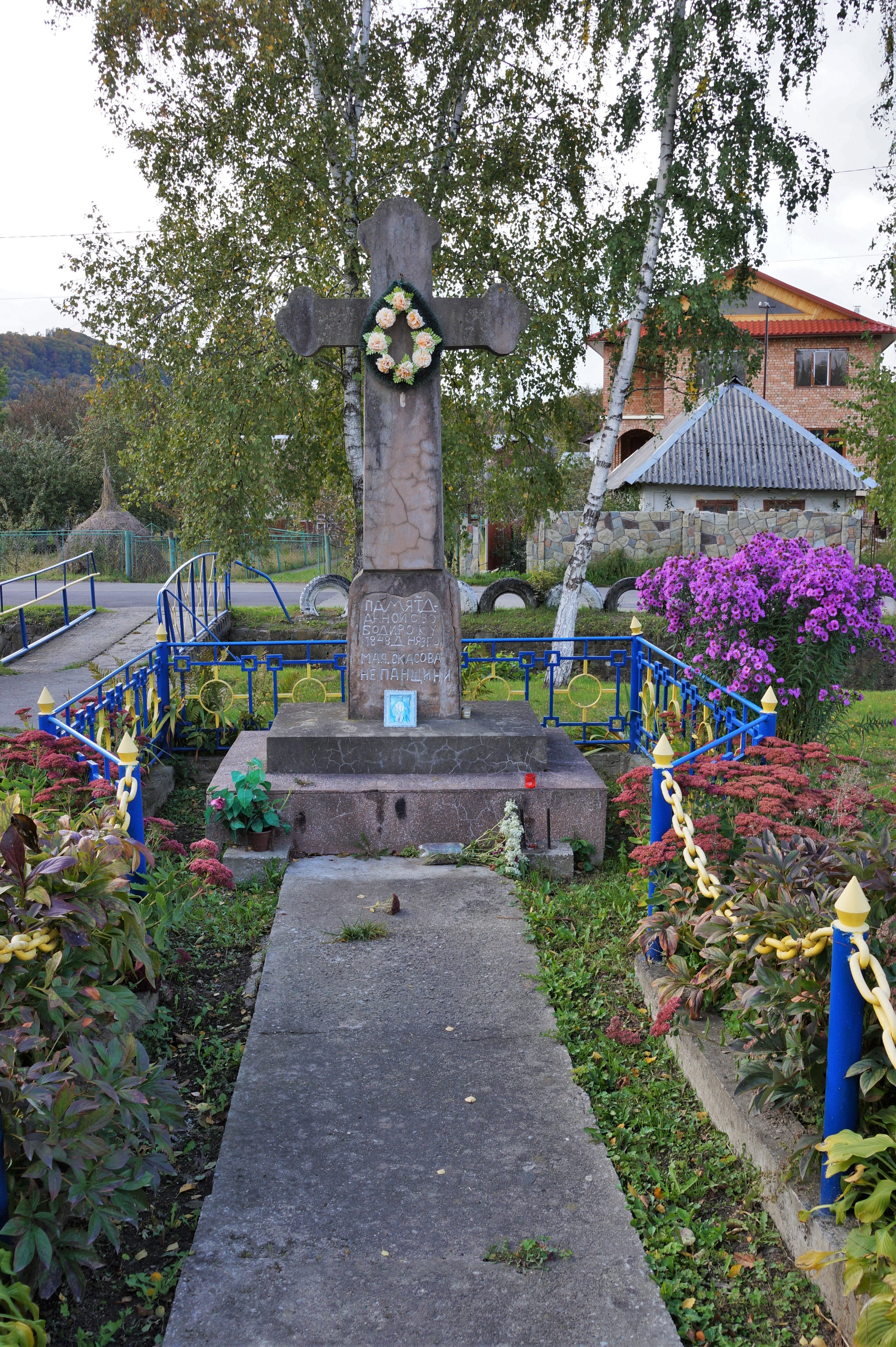
пам'ятний хрест на честь скасування панщини у 1848р.
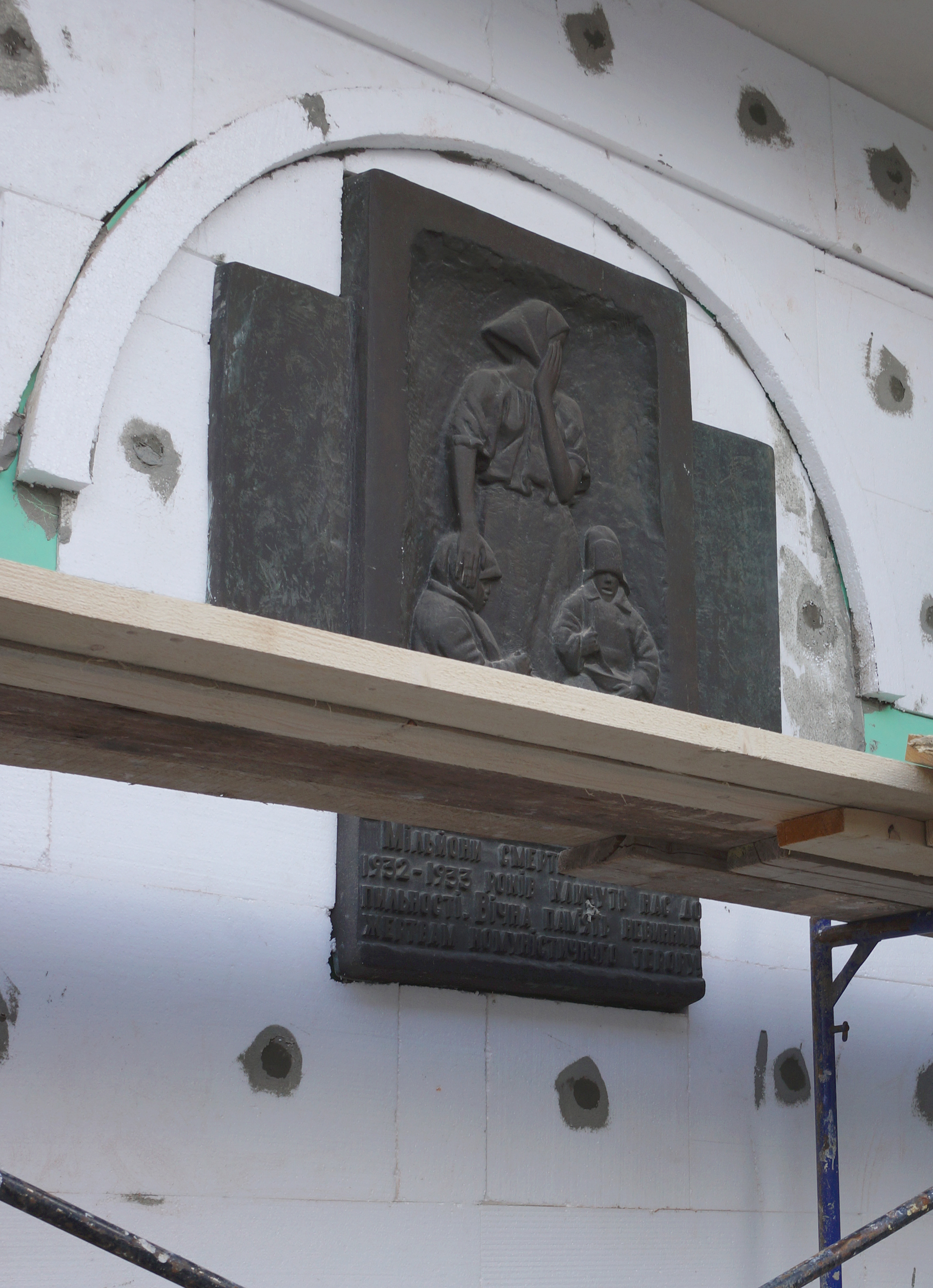
еморіальна дошка жертвам голодомору
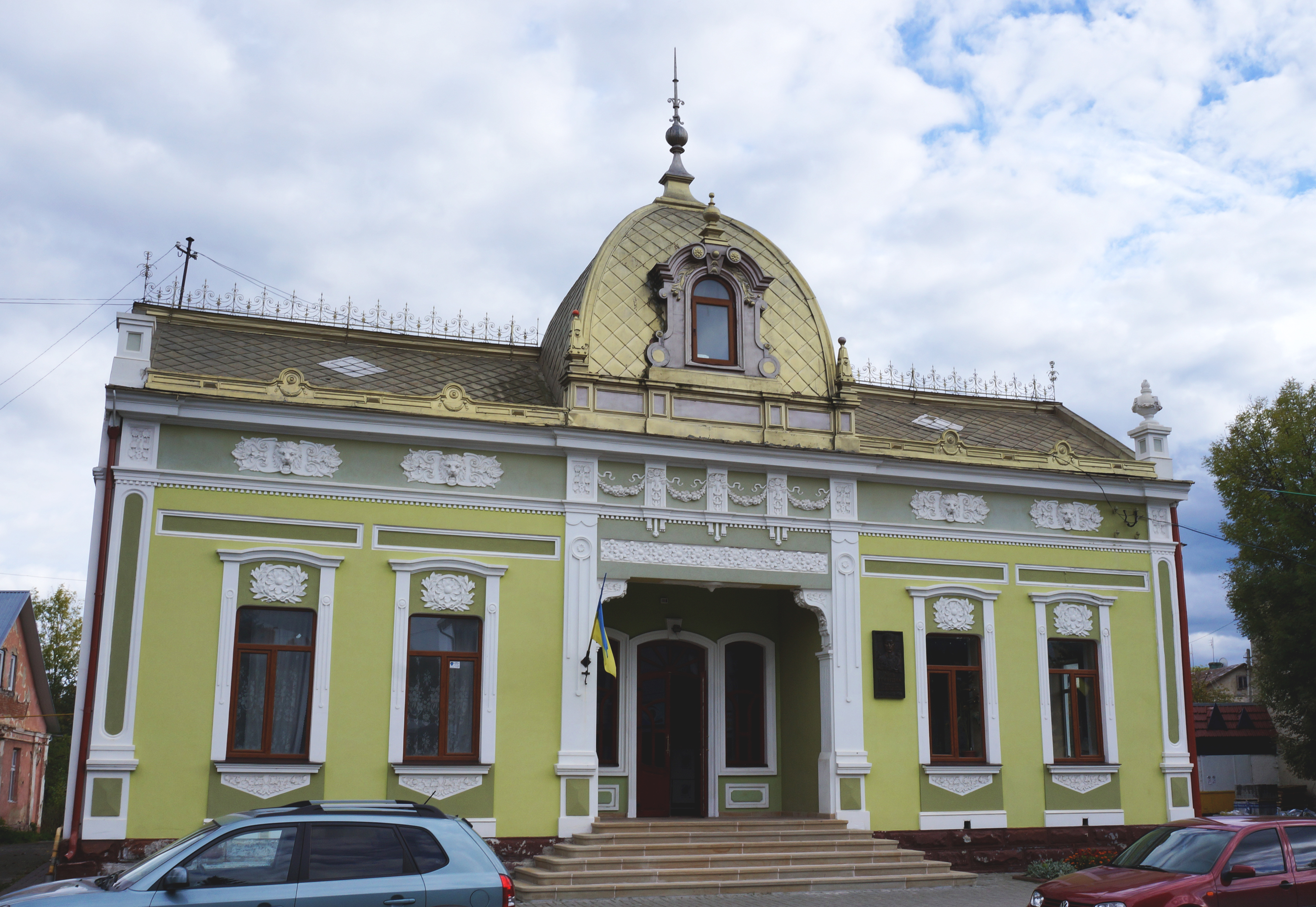
Будинок "Просвіти"
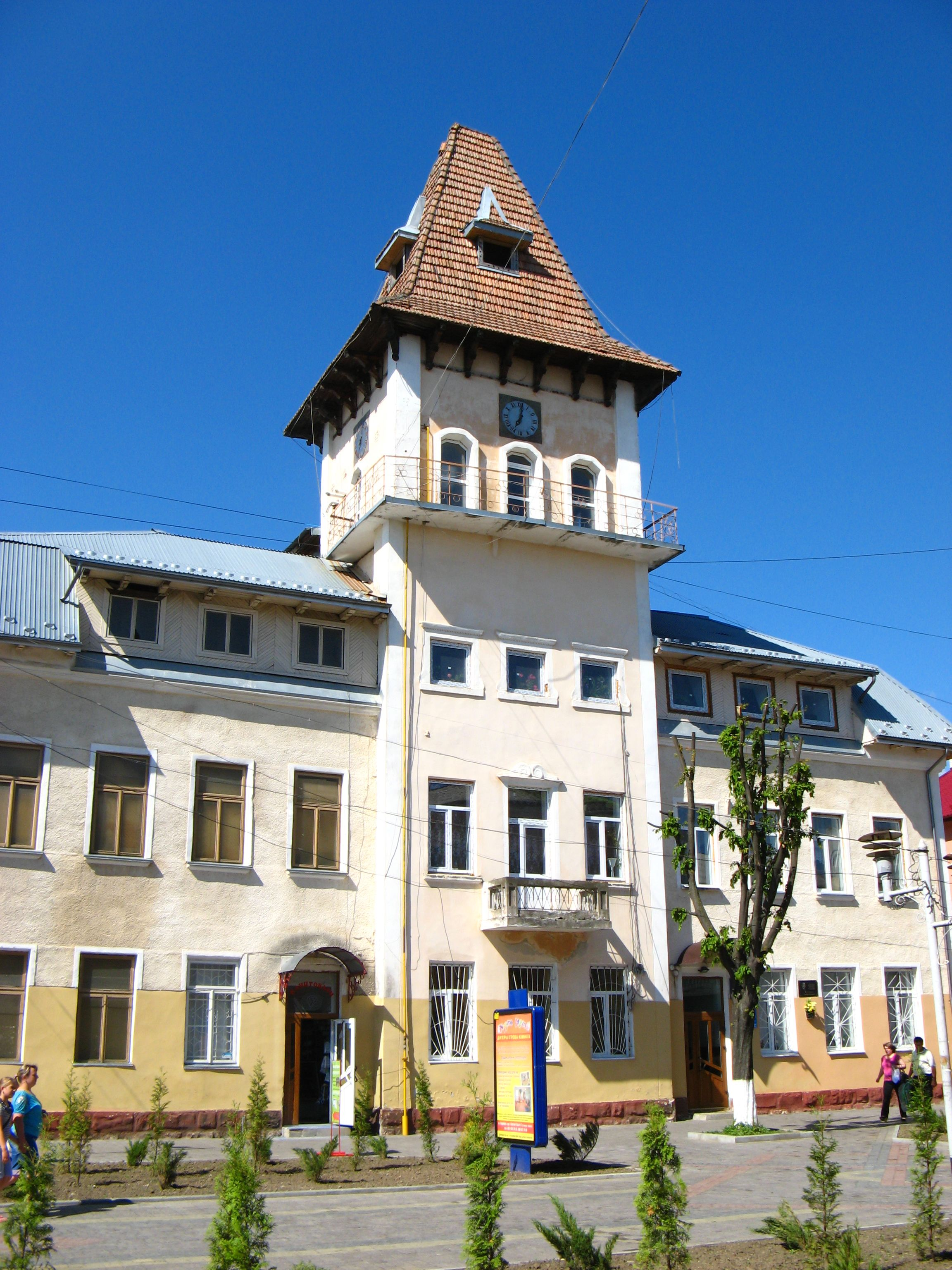
Ратуша міста
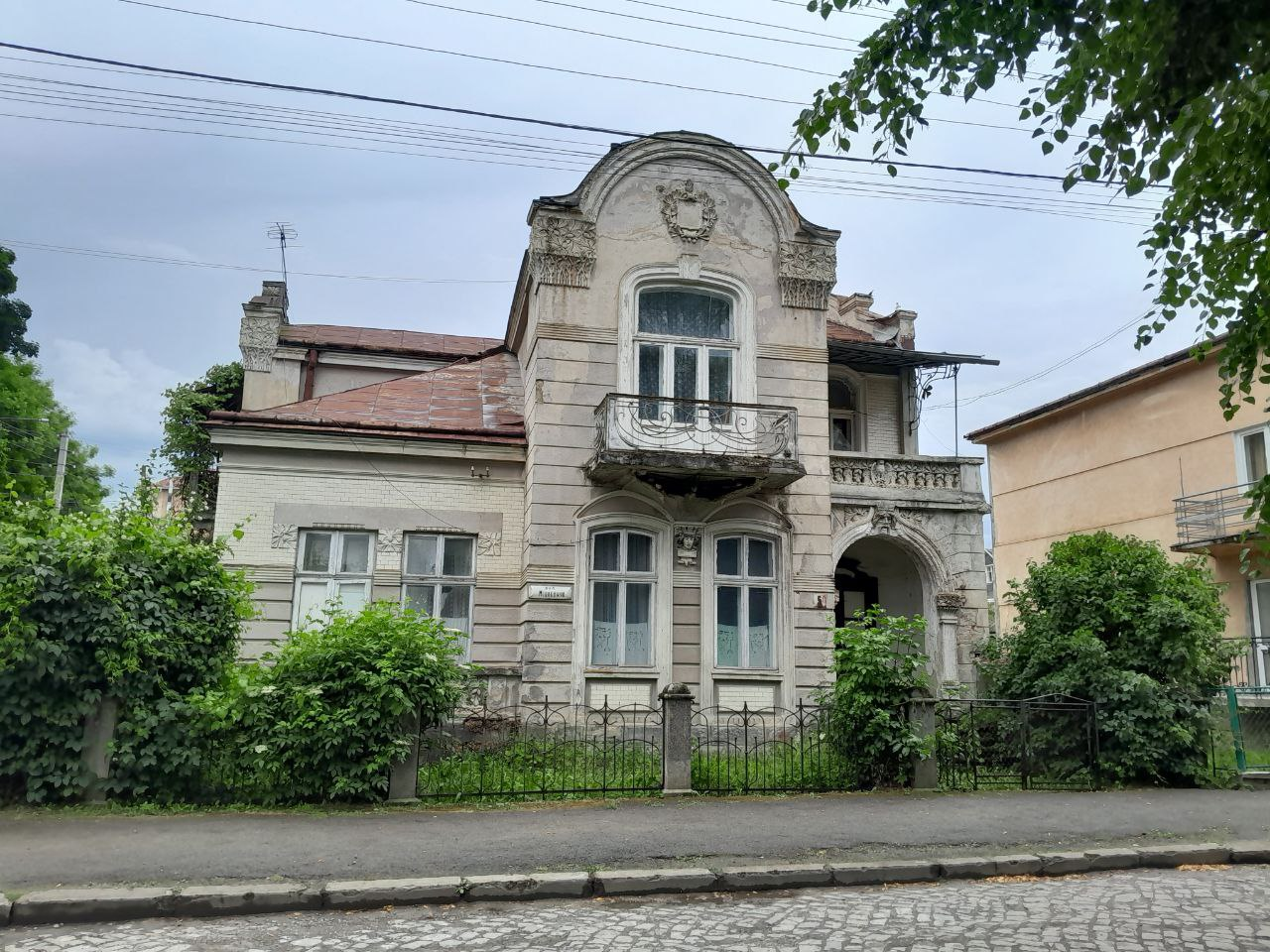
"Будинок з химерами"
"Вілла Банаха"